# Tűzvédelmi oktatás
A tűzvédelmi oktatás a létesítményre vonatkozó tűzvédelmi előírások ismertetése, amely elméleti és gyakorlati részből áll.

## Tűzvédelmi oktatás
Az 1996. évi XXXI. törvény 22. §-a szerint a munkáltató köteles gondoskodni a munkavállalói, illetőleg a munkavégzésben részt vevő családtagjai évenkénti tűzvédelmi oktatásáról, valamint arról, hogy azok a munkakörükkel, tevékenységükkel kapcsolatos tűzvédelmi ismereteket a foglalkoztatásuk megkezdése előtt elsajátítsák, a tűz esetén végzendő feladataikat megismerjék.
A munkáltató azt a munkavállalót, illetőleg a munkavégzésben részt vevő családtagot, aki a tevékenységéhez szükséges tűzvédelmi ismeretekkel, illetőleg az előírt tűzvédelmi szakvizsgával nem rendelkezik, az adott tevékenységgel nem foglalkoztathatja.
Az oktatás megtörténtét oktatási naplóban kell rögzíteni, és azt az érintettek aláírásával igazolni.
Az általános és középiskolákban, a szakképző iskolákban, valamint a felsőoktatási intézményekben a tanulmányi követelményekbe építve, továbbá a szaktanfolyamokon, továbbképzéseken oktatni kell az általános és az egyes szakanyagokhoz kapcsolódó tűzvédelmi ismereteket. Az oktatásról a nevelési-oktatási intézmény és az oktatást végző szerv köteles gondoskodni.

## Tűzvédelmi oktatás tananyag
A 9/2015. (III. 25.) BM rendelet 7. §-a alapján a munkavégzésben részt vevő családtagokkal együtt ötnél több munkavállalót foglalkoztató vagy ötvennél több személy befogadására alkalmas helyiséget üzemeltető gazdálkodó szervezet esetén, ahol középszintű tűzvédelmi szakképesítéssel rendelkező személy alkalmazását írja elő a rendelet, a tűzvédelmi oktatás tananyagát legalább középszintű tűzvédelmi szakképesítéssel rendelkező személy készítheti el.
Azokban az esetekben, ahol jogszabály felsőszintű tűzvédelmi szakképesítéssel rendelkező személy alkalmazását írja elő, a tűzvédelmi oktatást kizárólag felsőszintű tűzvédelmi szakképesítéssel rendelkező személy tarthat.

## Tűzvédelmi oktatás tartalma
- a tűz észlelésével, jelzésével, oltásával, valamint a meneküléssel és mások mentésével kapcsolatos ismeretek[1]
- a tűzjelzésre vagy tűzoltásra szolgáló eszközök és felszerelések helye, használat módja (elméletben és gyakorlatban)
- a tűz esetén követendő magatartás
- a munkahely, a munkafolyamat, anyagok tűzveszélyessége
- munkakörrel kapcsolatos tűzvédelmi előírások
- a megtartandó tűzmegelőzési szabályok
- a tűzvédelmi szabályzat vonatkozó előírásai
- a tűzriadó tervben meghatározott feladatok
- a tűzvédelmi szabályok megszegésének következményei

## Tűzvédelmi bírság
Ha a munkáltató az új munkavállalók tűzvédelmi oktatásáról, illetve - amennyiben tűzvédelmi szabályzat készítésére kötelezett - a tűzvédelmi szabályzat megismertetéséről a munkába lépéskor - igazolt módon - nem gondoskodott, és a munkavállaló belépése óta több mint 15 nap eltelt, a tűzvédelmi bírság legkisebb mértéke 30 000.-Ft - tűzvédelmi bírság legnagyobb mértéke 1 500 000.-Ft
ha a munkáltató a munkavállalók ismétlődő vagy a tűzvédelmi hatóság által előírt soron kívüli tűzvédelmi oktatásáról, illetve a tűzvédelmi szabályzat megismertetéséről a jogszabályban vagy a tűzvédelmi szabályzatában, a soron kívüli oktatást előíró határozatban rögzített határidőre - igazolt módon - nem gondoskodott és a határidő lejárta óta több mint 15 nap eltelt, a tűzvédelmi bírság legkisebb mértéke 30 000.-Ft - tűzvédelmi bírság legnagyobb mértéke 1 000 000.-Ft
Első fokú tűzvédelmi hatóság azt a munkavállalót, aki a munkakörével kapcsolatos tűzvédelmi előírásokat, vagy a tűzjelzésre vagy tűzoltásra szolgáló eszközök, felszerelések használatát nem ismeri, a szükséges ismeretek megszerzéséig az ott folytatott tevékenységtől eltiltja.